# ائرولاینس دو گینه استوایی
ائرولاینس دو گینه استوایی (به انگلیسی: Aerolíneas de Guinea Ecuatorial) یک شرکت هواپیمایی است که در تاریخ ۲۰۰۳ میلادی تأسیس شده است. این شرکت هواپیمایی در مالابو، گینه استوایی قرار دارد و در ناوگان خود ۱ فروند آنتونوف ای‌ان-۲۴ در اختیار دارد